# Marquisat de Zibello
 (mai 2019).
Si vous disposez d'ouvrages ou d'articles de référence ou si vous connaissez des sites web de qualité traitant du thème abordé ici, merci de compléter l'article en donnant les références utiles à sa vérifiabilité et en les liant à la section « Notes et références ».
Le marquisat de Zibello (en italien, marchesato di Zibello) est un ancien fief impérial, un minuscule État gouverné de 1459 à 1802 par une branche cadette de la famille Pallavicini.

## Histoire
Le Marquisat de Zibello  est un minuscule État, un fief impérial, gouverné de 1459 à 1802 par une branche cadette de la famille Pallavicini, avec une parenthèse de la famille Rangoni (1530-1630). Il se situait dans la zone occidentale de Parme, coincé entre l' État pallavicino, le duché de Milan et celui de Parme et de Plaisance. Gianfrancesco, le fils cadet de Roland le Magnifique, réorganisa la structure du village avec la construction du château, des remparts et du palais. En 1530, une grave éclata entre les marquis et les Rangonis, parents par alliance, qui détinrent le fief pendant un siècle. Lorsque les descendants de Giovan Francesco revinrent, ils administrèrent le petit État jusqu'à l'occupation napoléonienne.